# Meczkowica
Meczkowica (bułg. Мечковица) – wieś w Bułgarii, w obwodzie Gabrowo, w gminie Gabrowo. Według danych szacunkowych Ujednoliconego Systemu Ewidencji Ludności oraz Usług Administracyjnych dla Ludności, 15 marca 2016 roku miejscowość liczyła 19 mieszkańców.